# Magnetófono de alambre

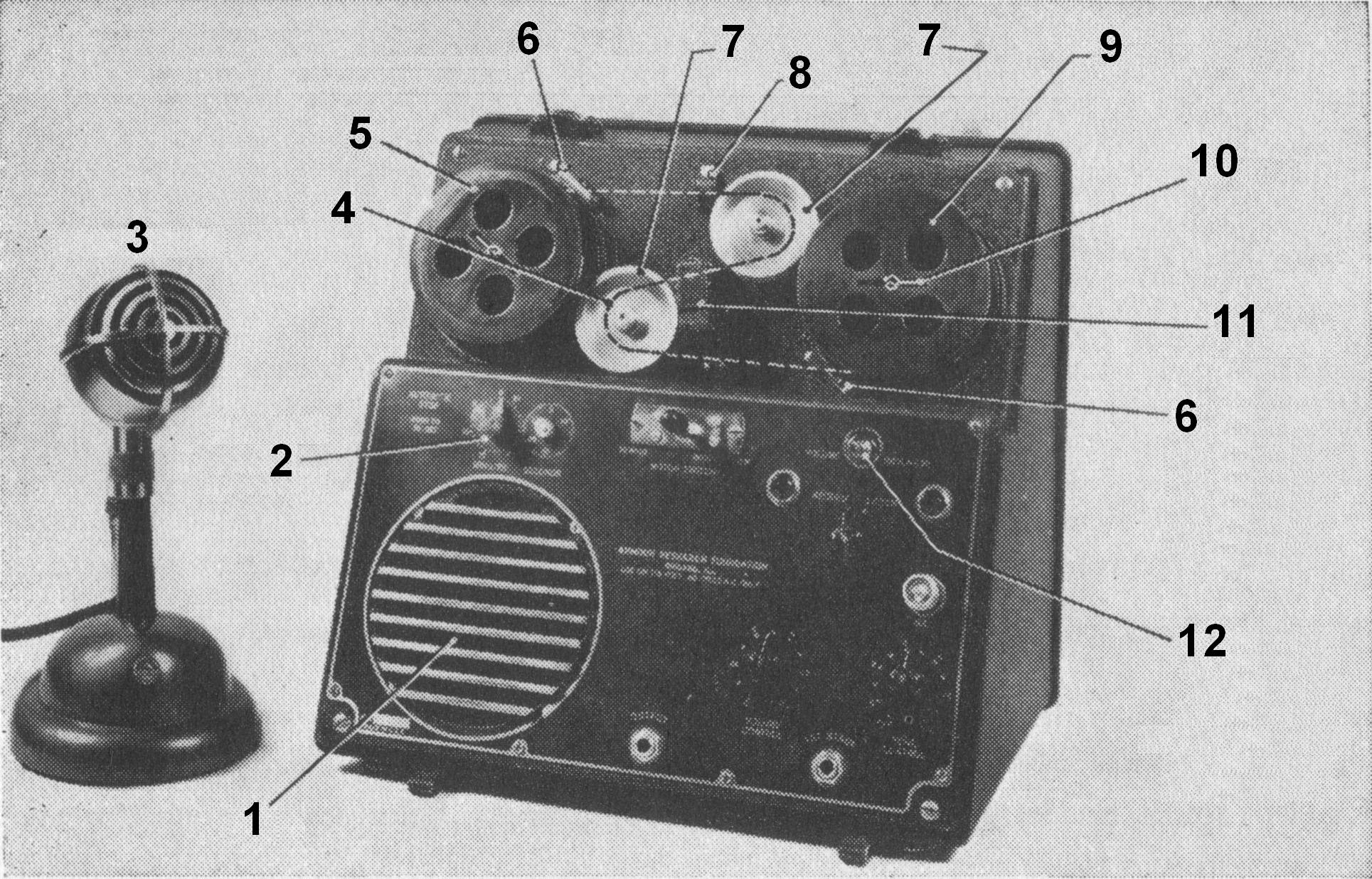
Magnetofón de alambre.
1) Parlante
2) Indicador de tiempo transcurrido
4) Recorrido del alambre
5) Carrete de alambre (para grabar o reproducir)
6) Guía para que el alambre se enrolle adecuadamente
7) Guías para el alambre
8) Cabeza borradora
9) Carrete receptor del alambre (grabado o reproducido).
10) Tornillo de sujeción del carrete
11) Cabezal de escritura/lectura
12) Si la grabación se está ejecutando correctamente la lámpara de neón debe parpadear de tiempo en tiempo.

El magnetófono de alambre o grabador de alambre (en inglés: wire recorder), fue el primer aparato de grabación magnética de sonido comercializado por primera vez en 1898 para el uso civil. Después de la Segunda Guerra Mundial fue sustituido por el grabador de cinta abierta.

## Historia
Cuando Thomas Edison patentó el fonógrafo en 1877, el sistema de grabación magnético recién se estaba gestando gracias a que Oberlin Smith comenzó a grabar conversaciones de teléfono en una cuerda de piano. Este proyecto quedó estancado, ya que la tecnología electrónica no estaba desarrollada lo suficiente como para amplificar las débiles corrientes que producían el campo magnético grabado.

### Telegráfono

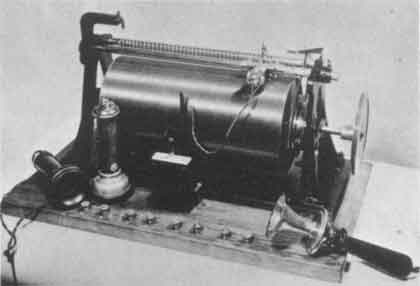
El telegráfono, fue inventado por Oberlin Smith y perfeccionado por Valdemar Poulsen.

Oberlin Smith siguió experimentando con un artefacto parecido al fonógrafo llamado telegráfono. Smith publicó en 1888 un artículo relacionado con esto en la revista El mundo electrónico, titulado: "Algunas posibles aplicaciones del fonógrafo. Proyecto para utilizar bandas de tela que contengan limaduras de hierro", con ello se estaba refiriendo a la investigación del magnetofón de alambre. En la revista publicó una idea similar a la de grabar sonido en alambre, siendo su idea de grabar el sonido por un alambre enrollado en un cilindro con un electroimán, el cual estaba conectado a un micrófono de carbón con una batería, todo este conjunto estaba en un circuito en serie.
Valdemar Poulsen perfeccionó este telegráfono en 1903 al introducirle la polarización por campo continuo (patente USA 873.083). Sin embargo esto pasó desapercibido ya que el público se había adaptado a los discos fonográficos. Como consecuencia el registro magnético cayó al olvido, siendo un claro exponente la quiebra de Telegraphone Company. A pesar de todo esto los laboratorios siguieron experimentando con el registro magnético, y en Estados Unidos los físicos Carlson y Carpenter proyectaban utilizar el procedimiento magnético a alta velocidad, y así descubrieron la polarización magnética por campo alterno de alta frecuencia, este invento fue patentado en agosto de 1927 (patente 1.640.881 Radio Telegraph System).

### Avances gracias al tubo de Audión

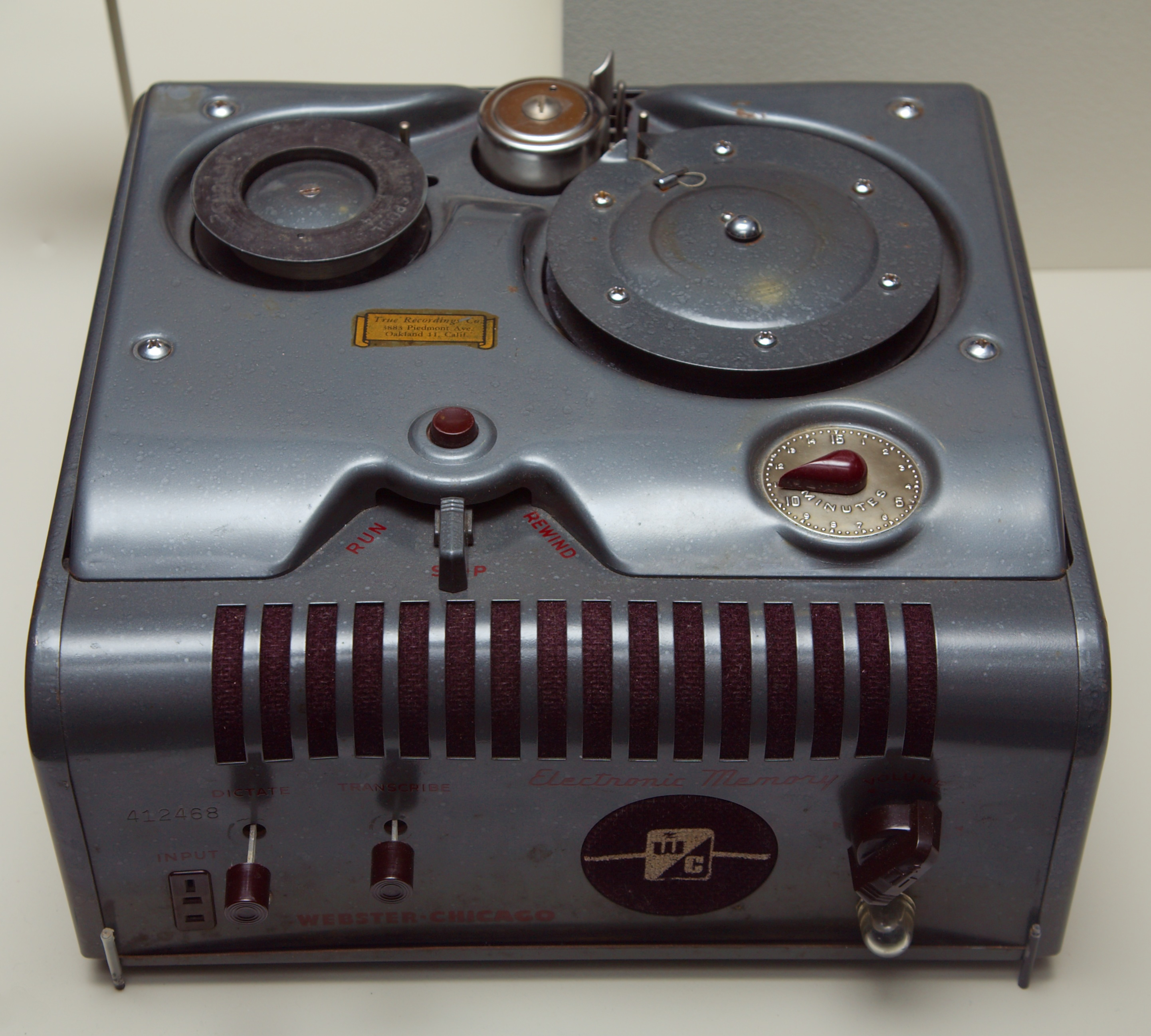
El modelo producido por Webster Chicago.

Sin embargo recién en 1911 con el tubo Audión o más conocido como triodo (invento de Lee DeForest), se pudo amplificar los débiles impulsos eléctricos que hicieron posible que la teoría del magnetofón de alambre se hiciera realidad. En 1930 fue posible lograr un grabador de sonido en alambre con suficiente calidad como para fabricarlo comercialmente. En Alemania hubo varios fabricantes de magnetofones de alambre, todos para uso profesional. Lorenz diseñó un nuevo modelo de equipo para ese fabricante de grabadores y rollos de alambre llamandólo Stahltonbandmaschine. Este grabador fue adoptado por la autoridad de Radiodifusión RRG, dependiente del Ministerio de Propaganda. Pero poco después Begun abandonó Alemania para empezar una nueva vida en Estados Unidos. A falta de mejor equipo de grabación los alemanes y los aliados siguieron usando la grabadora de alambre durante la guerra, aunque los alemanes tenían oculto el grabador de cinta.

### Magnetofón de alambre de mayor calidad
Aproximadamente por 1945 en Estados Unidos Marvin Camras de la Fundación para el Desarrollo de Armas, desarrolló un magnetofón de alambre con buena calidad y varios miles de unidades fueron vendidas a las Fuerzas armadas de los Estados Unidos. No existía un patrón de fabricación de carretes de alambre, por lo que se hicieron de diversas medidas según los requerimientos de los militares. Quienes más tiempo de grabación requerían eran las estaciones de escucha de las transmisiones enemigas en código Morse. Uno de los primeros modelos el modelo n.º 50 por Marvin Camras tenía unas ruedas que servían de guía, y ayuda al recorrido del alambre para que no se rompa con el esfuerzo de hacer girar el carrete almacenador. Este modelo como los posteriores no poseían una velocidad de arrastre constante, ya que no tenían capstan (conocido como "ruedita" o "rodillo de goma" en los grabadores de cinta abierta) para mantener una velocidad de arrastre constante. Para el borrado del alambre tenía una cabeza solenoidal por la cual el alambre de 0,004 pulgadas se enroscaba en él. El amplificador y el altavoz fueron puestos en el mismo aparato, el indicador de tiempo era nada más que un cuenta revoluciones.

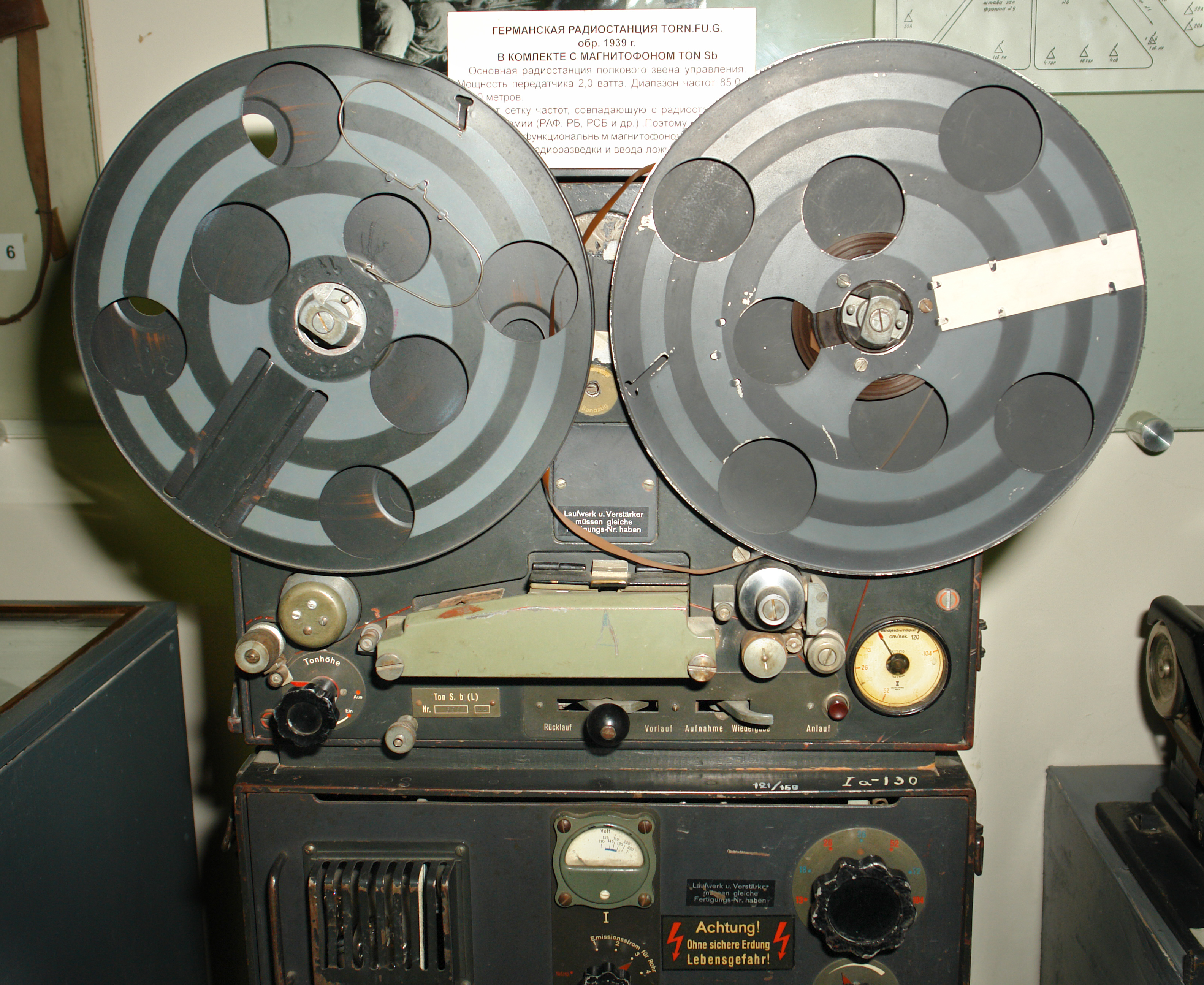
El magnetófono de bobina abierta desplazó muy rápidamente al grabador de alambre, ya que el magnetofón de cinta tenía mejor calidad, tanto en audio como en la calidad del soporte (sea alambre o cinta, en el magnetofón correspondiente).

Aunque la calidad de las grabaciones era muy baja a comparación con el grabador de cinta, muchas licencias fueron vendidas para seguir fabricando esos grabadores después de la guerra, aunque pronto fue desplazado por el grabador de cinta inventado por los alemanes. Las fábricas Webster y Silvertone fabricaron las grabadoras con carretes de 3 3/4 pulgadas que tenían un ancho de 1 1/4" para almacenar el alambre. Luego de la guerra y para uso civil apareció el carrete de 2 3/4" y 3/4" de ancho que se convirtió en la medida estándar. Lo más sorprendente fue que a diferencia de las versiones militares que fabricaban el alambre con material antioxidante -particularmente añadiendo cromo- las versiones civiles no, y por ello en poco tiempo el óxido se encargaba de destruirlas. Era un problema de costos y de competencia mientras que la grabadora de cinta ya estaba en el mercado para uso comercial.

## Funcionamiento del telegráfono
El funcionamiento era similar al del fonógrafo, pero este era eléctrico no acústico. Las oscilaciones eléctricas del micrófono que son provocadas por la diferencia potencial de la batería, hacen que el electroimán genere campos magnéticos que son grabados en el alambre enrollado en el cilindro. Este invento lo presentó en la Exposición Universal de París en 1900 despertando la curiosidad en los visitantes.

## Magnetofón de alambre alemán
En Alemania hubo varios fabricantes de magnetofones de alambre y eran todos para uso profesional obviamente. En 1938 Semi J. Begun ingeniero de la compañía C. Lorenz diseñó un nuevo modelo de equipo para ese importante fabricante de grabadores y rollos de alambre, fue bautizado con el nombre de Stahltonbandmaschine. Este grabador fue adoptado por la autoridad de Radiodifusión RRG, dependiente del Ministerio de Propaganda. Pero poco después, Begun abandonó Alemania para empezar una nueva vida en los Estados Unidos.
Durante la Segunda Guerra Mundial los aliados usaron magnetófonos de alambre o hacían grabaciones en pasta, Shellac o goma laca en discos de 78 a 80 RPM, también en discos de acetato, usados hasta principios de la década de 1960. La posibilidad de regrabar el alambre hacía que este tipo de máquina fuese un dispositivo importante a la hora de hacer mensajes. Inicialmente la grabadora se utilizó para registrar el alfabeto Morse, pues los equipos solo eran capaces de reproducir estados de "magnetismo" y "nomagnetismo" únicamente (como el código morse · y -) luego fue posible grabar sonido.

## Magnetofón de alambre con tocadiscos

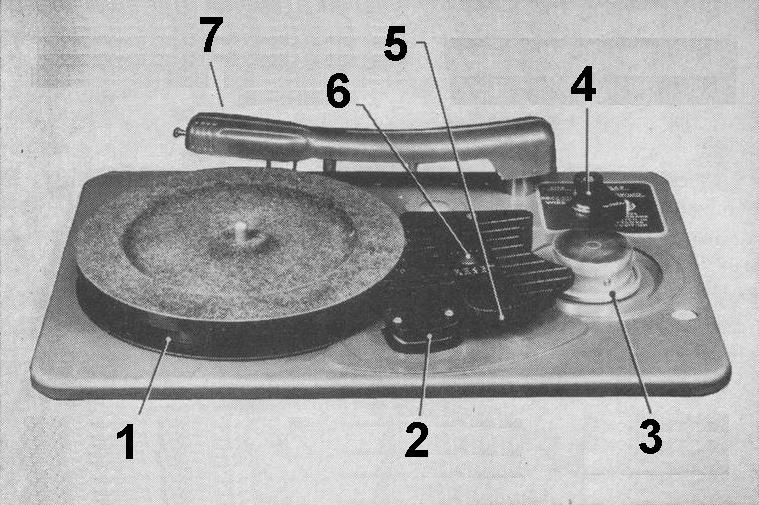
Un combinado de tocadiscos-grabador de alambre:
1) Combinación de platogiradiscos y carrete receptor de alambre
2) Cabeza magnética, se mueve arriba y abajo para guiar el alambre para un correcto bobinado
3) Carrete almacenador
4) Selector para reproducción, grabación o rebobinado
5) Registrador para saber cuando alambre ha pasado
6) Botón reset del contador
7) Brazofonocaptor del tocadiscos.

Los primeros combinados no aparecieron por primera vez en la década de 1950, ya por 1945 se había diseñado un tocadiscos junto a un magnetofón de alambre, aunque el término "combinado" no era usado en la época. El carrete almacenador o receptor era el mismo plato del disco de vinilo o gramófono y el carrete de suministro era el mismo que usaba el modelo Webster Chicago. Con este artefacto era posible grabar lo que se estaba escuchando en el disco. Además algunos modelos venían equipados con radio y se podía grabar lo que se estaba escuchando en la radio, como también grabar audio con un micrófono. El carrete de suministro de alambre tiene una duración de una hora. Aunque la velocidad de arrastre no es continua, es aproximadamente de 59,14 cm/segundo. Algunos de estos "combinados" eran artefactos de tamaño común como el de un fonógrafo o gramófono mientras que otros en un mueble más grande.

## Usos
En 1944-1945, la 3132 Signal Service Company Special del ultrasecreto Ghost Army del ejército de los Estados Unidos utilizó grabadores de alambre para crear engaños sónicos en el frente occidental en la Segunda Guerra Mundial. Se recrearon múltiples escenarios del campo de batalla utilizando sonidos militares grabados en Fort Knox, Kentucky. El audio grabado se reproducía a través de potentes amplificadores y altavoces montados en vehículos, se utilizó para ocultar despliegues, ubicaciones y operaciones reales de los Aliados.
En 1944, en la estación de radio de Oriente Medio de El Cairo, el compositor egipcio Halim El-Dabh utilizó grabadoras de alambre como herramienta para componer música.
En 1946, David Boder, profesor de psicología del Instituto Tecnológico de Illinois en Chicago, viajó a Europa para grabar largas entrevistas con "personas desplazadas", la mayoría de ellos sobrevivientes del Holocausto. Utilizando una de las primeras grabadoras de la Armor Research Foundation, Boder obtuvo los primeros testimonios registrados sobre el Holocausto y, con toda probabilidad, las primeras historias orales registradas de extensión significativa.
En 1947, Maya Deren, una cineasta experimental estadounidense, compró una grabadora de alambre con los fondos de su Beca Guggenheim para grabar las ceremonias vudú haitianas para su documental: Meditación sobre la violencia.
Los grabadoras de alambre aparecen a veces en películas realizadas durante la época de su uso más amplio. Por ejemplo, en las escenas de oficina de la versión original de The Thing de 1951, una unidad típica del modelo facturado por Webster-Chicago es claramente visible sobre una pequeña mesa junto a la ventana. En algunas tomas (por ejemplo, en el minuto 0:11:40 del lanzamiento del DVD de 2003), también se ve su tapa separada, que lleva dos carretes de alambre adicionales. En este caso, el registrador simplemente está "preparado" y no se muestra en funcionamiento. El personaje de Ann Robinson en el largometraje Dragnet de 1954 llevaba y utilizaba una grabadora de alambre Protona Minifon para reunir pruebas en una escena fundamental.

### Grabador de alambre portátil

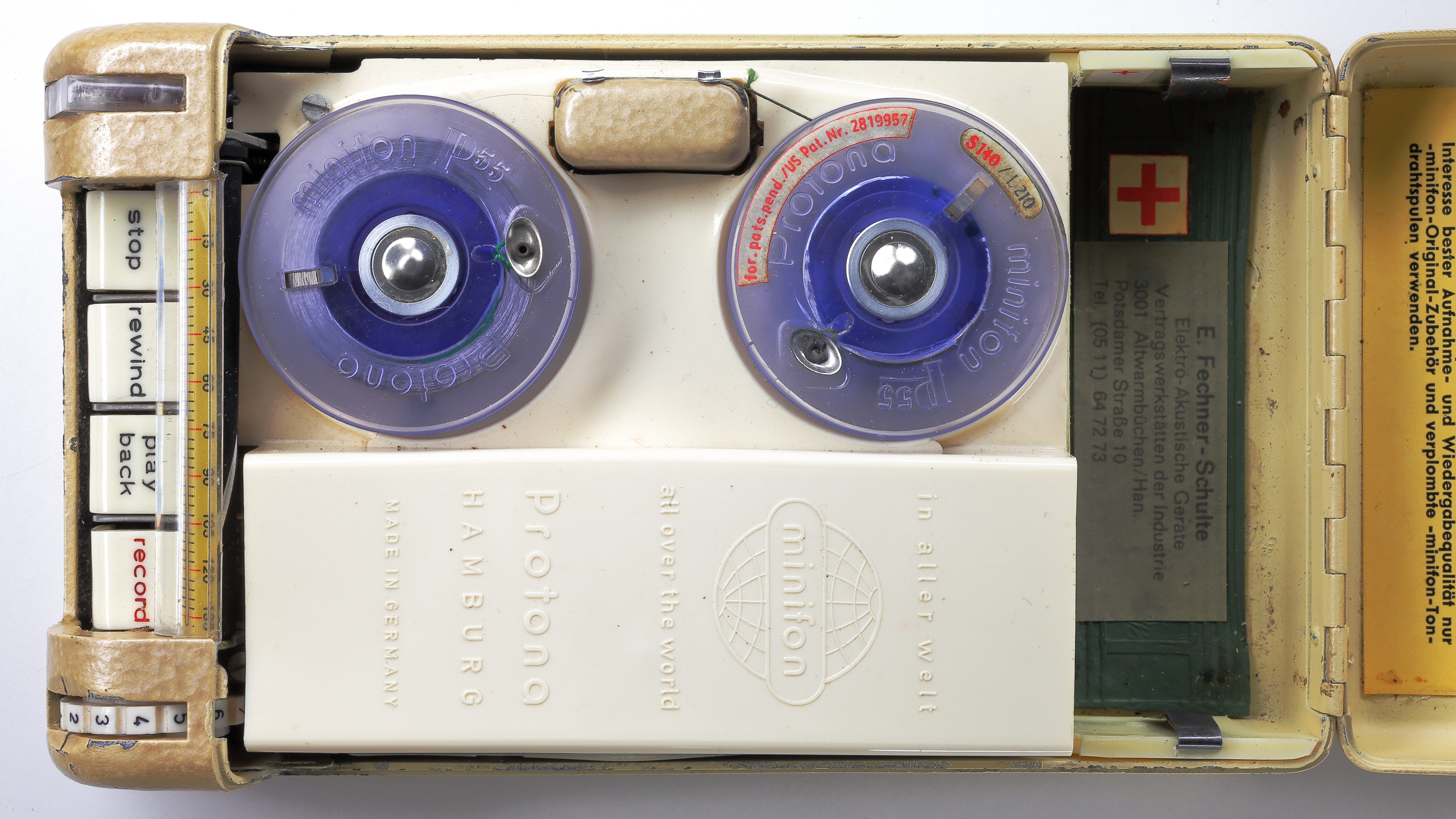
Grabador de alambre portátil alemán Minifon.

En Alemania Occidental Monske & Co Gmbh produjo una serie de grabadores de alambre en miniatura portátiles, la primera de ellas, el modelo Mi 51 se lanzó al mercado en 1951 en una época en la que los transistores aún no estaban disponibles y toda la electrónica de consumo civil estaba basada en válvulas. El modelo Mi-51 funciona solo con baterías, haciéndolo un dispositivo verdaderamente portátil. Llevaba tres baterías para suministrar diferentes voltajes: 9 V (para el motor), 30 V (voltaje del ánodo para las válvulas) y 1,5 V (para los filamentos). Tenía una capacidad de grabación aproximada de 2,5 horas sin cambiar las pilas. El modelo Mi-51 estuvo en producción desde 1951 hasta 1955, cuando fue reemplazado por el modelo P-55. El alambre de registro tenía un diámetro de 0,05 o 0,038 mm. También produjeron un modelo de S, a una velocidad de 34 cm/seg, y una bobina con diferentes cantidades de alambre. Fue diseñado originalmente como un dictáfono portátil para vendedores ambulantes, su pequeño tamaño podía caber en un bolsillo para poder llevarlo "de viaje". Sin embargo, el nuevo inventó no tuvo buenas ventas en gran porque era costoso para el momento en Alemania: el primer modelo, el Mi 51 costaba 680 marcos alemanes. En cambio, logró mucho más éxito como dispositivo de grabación encubierto para investigadores y detectives privados. Tenía un tiempo de grabación de una hora, lo que, comparado con otros dispositivos del mercado en aquel momento, era muy largo.

## Velocidad y capacidad de grabación
En comparación con las grabadoras de cinta, los grabadores de alambre tienen una alta velocidad de arrastre, lo que es necesaria debido al uso de un medio metálico sólido. Los registradores de alambre estándar de la posguerra utilizan una velocidad nominal de 610 mm/s, lo que hace que un carrete de alambre típico de una hora tenga aproximadamente 2200 m de largo. Esta enorme longitud es posible en un carrete de menos de 76 mm de diámetro porque el cable era muy fino, con un diámetro de 0,10 a 0,15 mm para modelos posteriores, una mejora con respecto al Telegraphone de Poulsen de 1898 que utilizaba alambre de 0,25 mm.